# Izrael Poznański

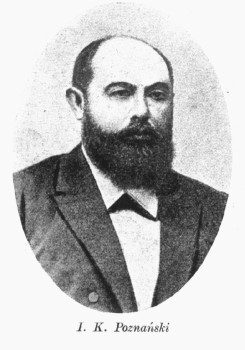

Izrael Kalman Poznański (1833, Aleksandrów; 1900, Łódź) was een Pools-joodse zakenman, textielmagnaat en filantroop in Łódź, en de man van Elenora Hertz Poznański. Samen met Ludwik Geyer en Karl Scheibler wordt Poznański beschouwd als een van de zogenaamde "katoenkoningen van Łódź". Het mausoleum van Izrael en Eleonora Hertz Poznański werd al omgeschreven als "waarschijnlijk het grootste joodse grafmonument ter wereld." Het mausoleum en de mozaïeken bekleding werden in 1993 gerestaureerd.

## Biografie
Een jaar na de geboorte van Izrael verhuisde de familie Poznański van Aleksandrów Łodzki naar Łódź.
In december 1852 nam Izrael Poznański het bestuur van zijn vaders bedrijf over en breidde het systematisch uit. In 1859 produceerde het bedrijf goederen ter waarde van 6000 roebel, terwijl dat in 1868 al gestegen was tot 23000 roebel. Tussen 1871 en 1892 kocht Izrael verscheidene kavels op langs ulica Ogrodowa, met het doel om daar een groot industrieel complex te bouwen. In 1872 opende daar het eerste industriële object, dit waren 200 mechanische weefgetouwen van hoog rendement en productiviteit.
In de daaropvolgende jaren volgende een snelle uitbouw van het complex:
- 1874/1875: vergroting van de weverij;
- 1877: bouw van een enorme katoenfabriek;
- 1878: eigen mechanische werkplaatsen;
- 1880: fabriekshospitaal (ulica Drewnowska 75);
- 1885-1890: joods ziekenhuis, momenteel een onderdeel van het Universitaire Ziekenhuis aan ulica Sterlinga;
- 1887: ververij en centraal verwarmingsgebouw;
- 1890, 1895: volgende weverijen;
- 1893: ijzergieterij;
- 1895-1897: grote katoenmagazijnen vlak bij de Oude Begraafplaats in Łódź.

Door de steeds slechter wordende werkomstandigheden brak er in 1883 in de fabriek van Poznański een staking uit. Een werkdag duurde toen 16 uren, van 5 uur 's ochtends tot 9 uur 's avonds. Daarbovenop was er door Poznański een werkplicht ingevoerd die vanaf 15 augustus zou ingaan, dus op Maria-Tenhemelopneming. Het niet opvolgen van de werkplicht kon de werknemer tot 3 roebel kosten. In februari 1884 strafte Poznański de werknemers die niet op Maria-Lichtmis wilden werken met een geldboete. In 1891 meldde een gevolmachtigde van de fabrieksinspecteur dat de werknemers van Poznański het minst betaald kregen van alle werknemers in Łódź, maar het strengst bestraft werden. Tijdens de Opstand van Łódź in 1892 was in het fabriekskantoor van Poznański een onderzoekskantoor gevestigd, waar stakende werknemers eerst vernederd en geslagen werden waarna ze werden ontslagen.
Izrael Poznański stierf op 28 april 1900 en werd twee dagen later bijgezet in het familiegraf op de Nieuwe Joodse Begraafplaats in Łódź. Op het moment van zijn dood bedroeg zijn vermogen 11 miljoen roebel. De Eerste Wereldoorlog zorgde voor forse verliezen voor het bedrijf van Poznański. De volgende generaties beheerden het bedrijf tot de jaren 30 van de twintigste eeuw, toen het door schulden geteisterde bedrijf overgenomen werd door Banca Commerciale Italiana. Aan het begin van de 21ste eeuw zijn de voormalige fabrieksgebouwen omgebouwd tot winkel- en uitgaanscentrum Manufaktura.

## Galerij

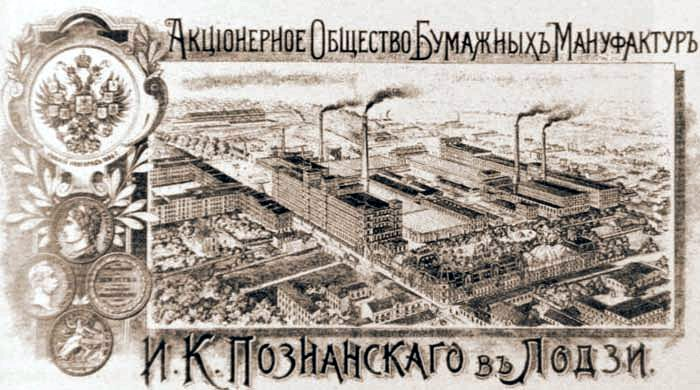
Reclamefoldertje van de fabriek van Poznański
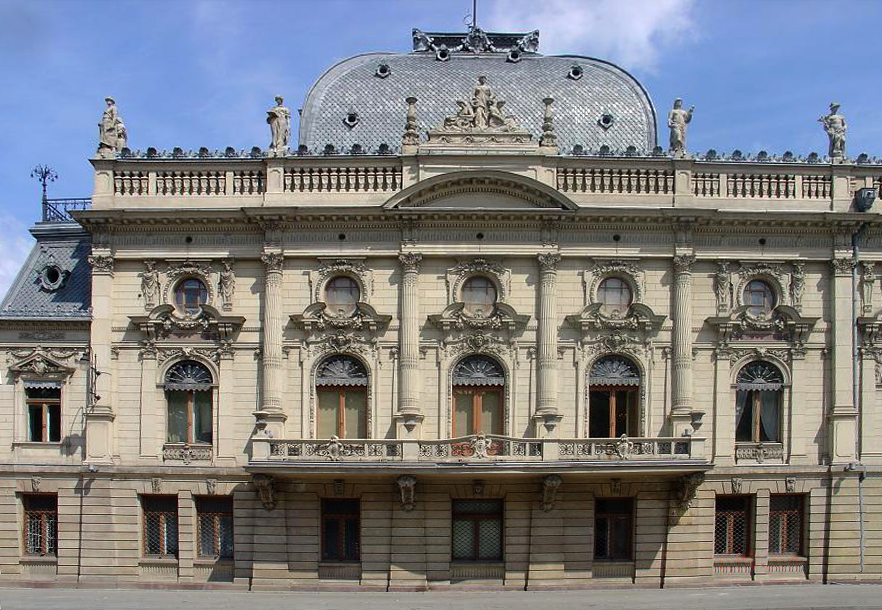
Paleis van Izrael Poznański – huidige situatie
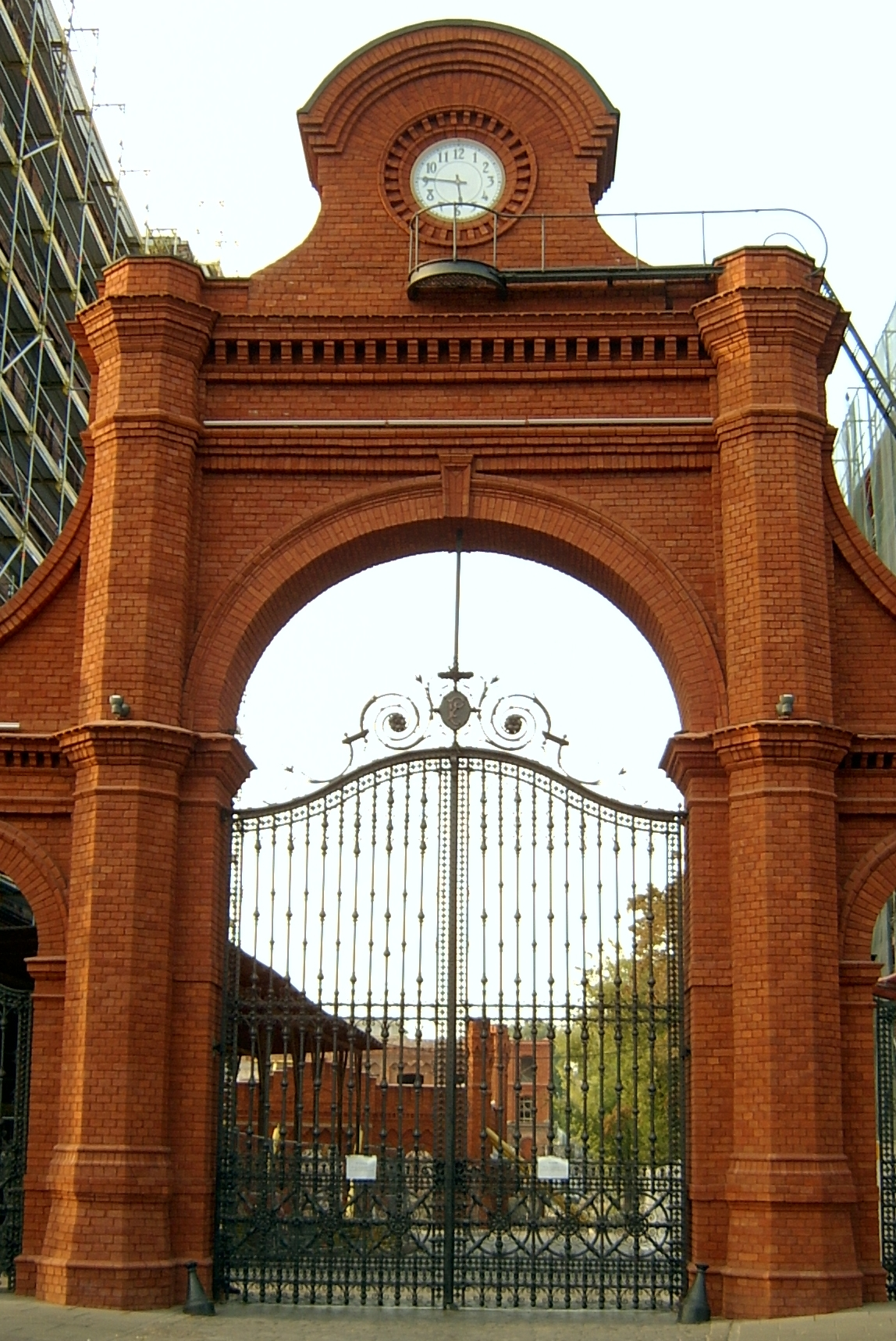
De vier ton zware hoofdpoort tot de fabriek van Izrael Poznański, gemaakt in 2004 door Jan Cygankiewicz